# Fondul construit de pe str. Sfântul Andrei (Chișinău)
Fondul construit de pe str. Sf. Andrei este un complex de clădiri amplasat pe str. Sf. Andrei – 15, 17, 19, 20, 24, 25, 26, 27, 28, 30, 33, 35, 38, 44, 46, 58 în Chișinău, Republica Moldova. Este un monument arhitectural și de artă de importanță națională inclus în Registrul monumentelor Republicii Moldova ocrotite de stat cu nr. 283.02 (municipiul Chișinău).

## Clădiri

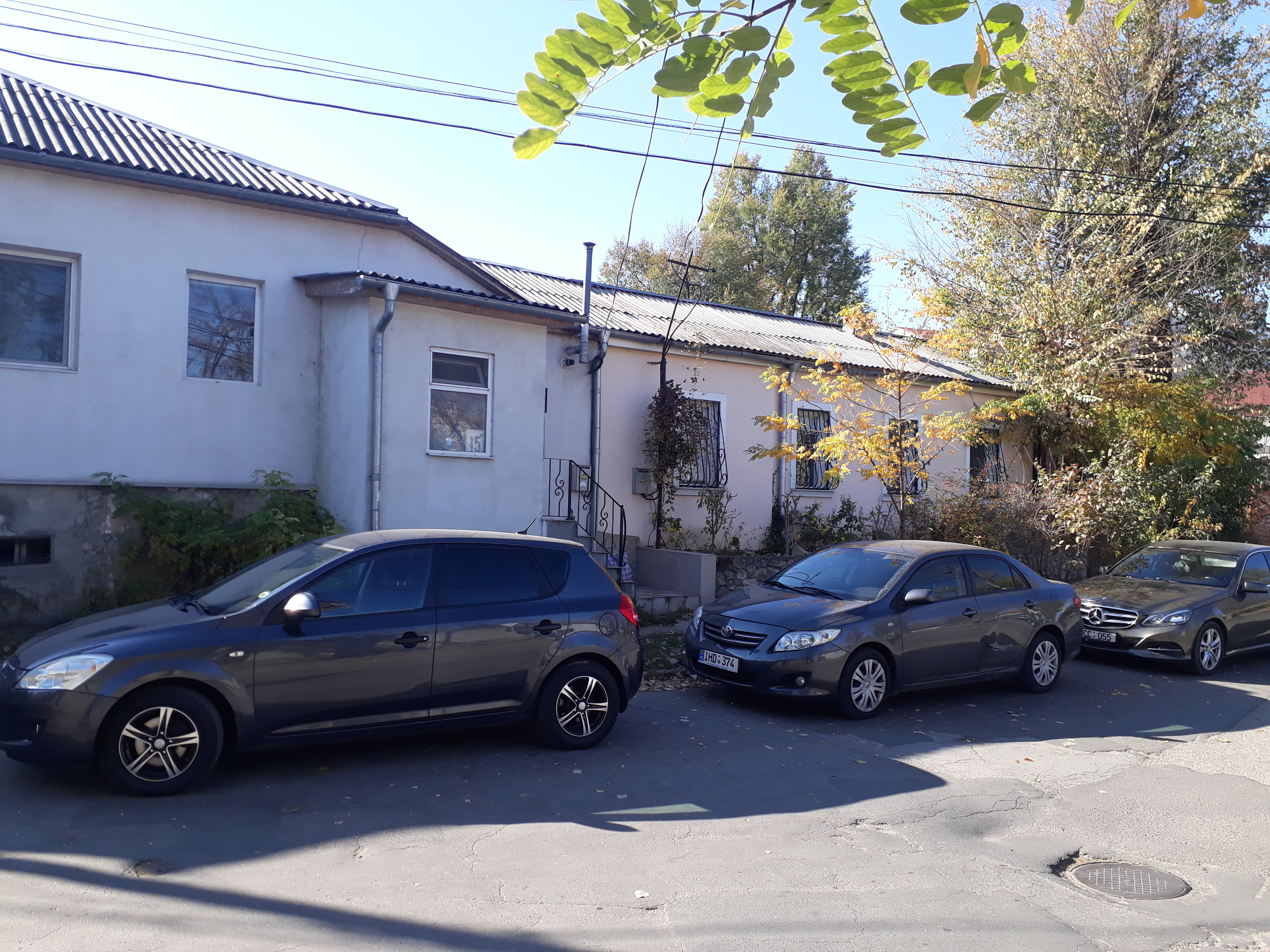
nr. 15
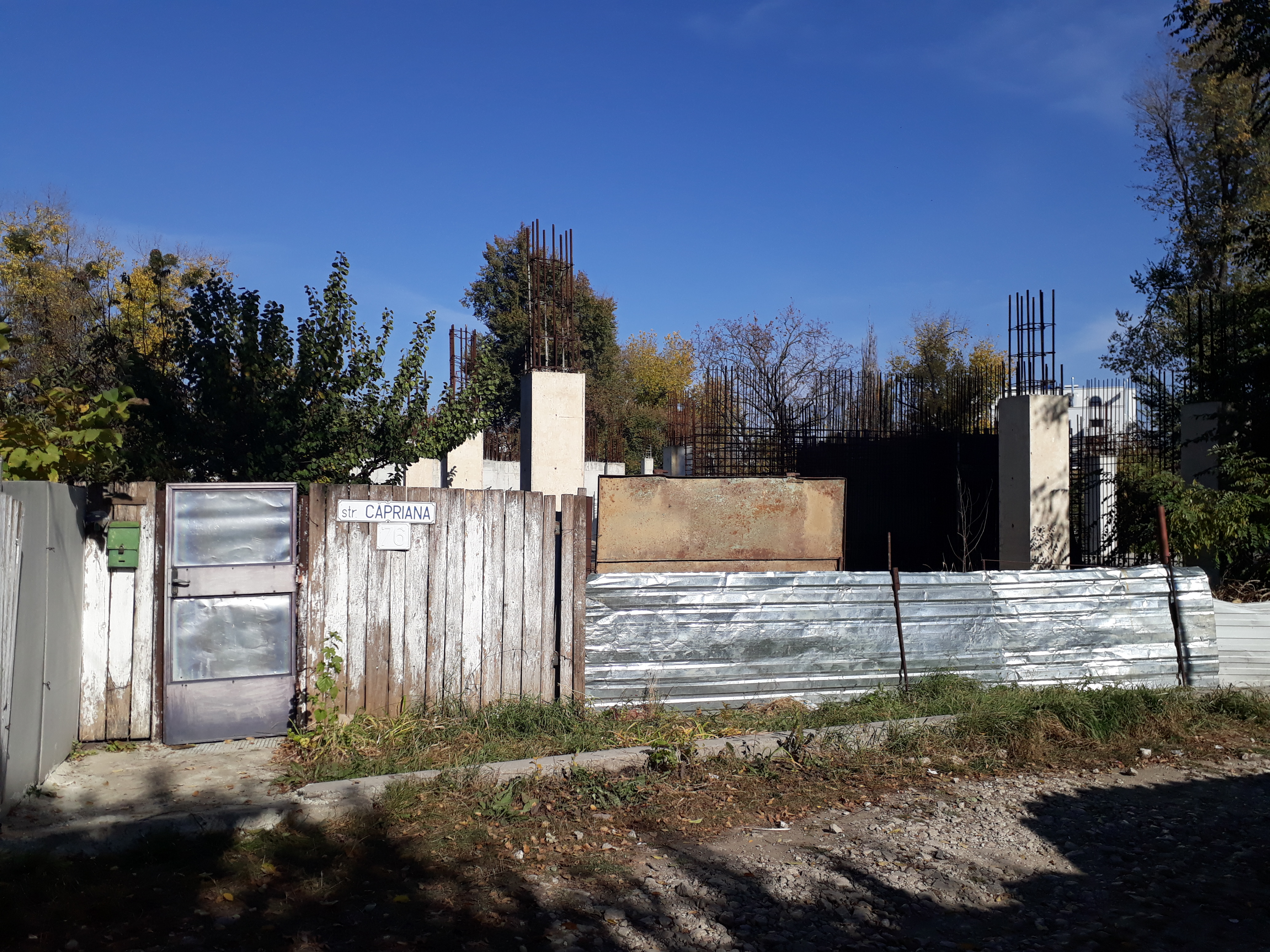
nr. 17 (inexistentă; în imagine un șantier nou)
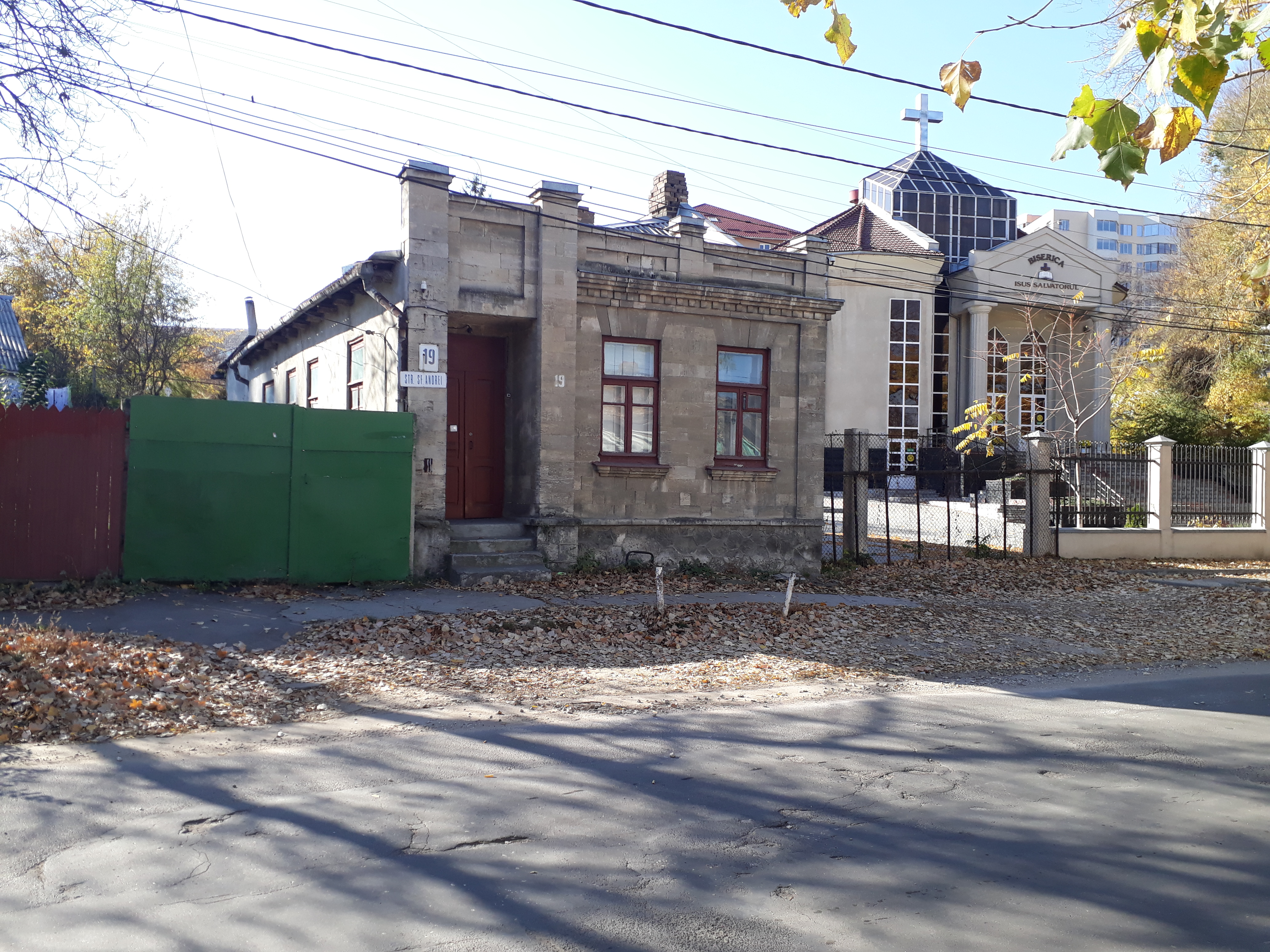
nr. 19
nr. 20 (?)
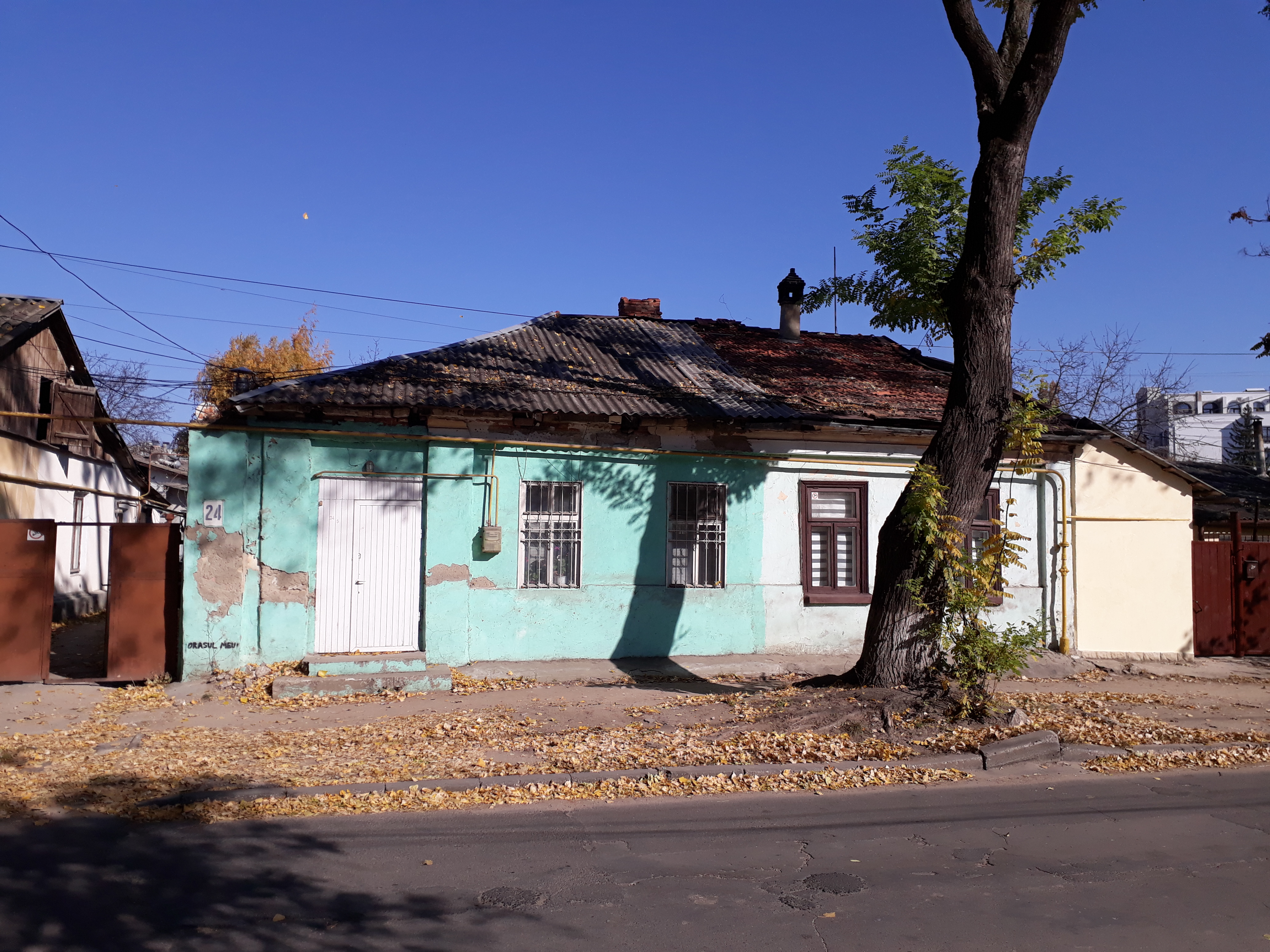
nr. 24
nr. 25 (?)
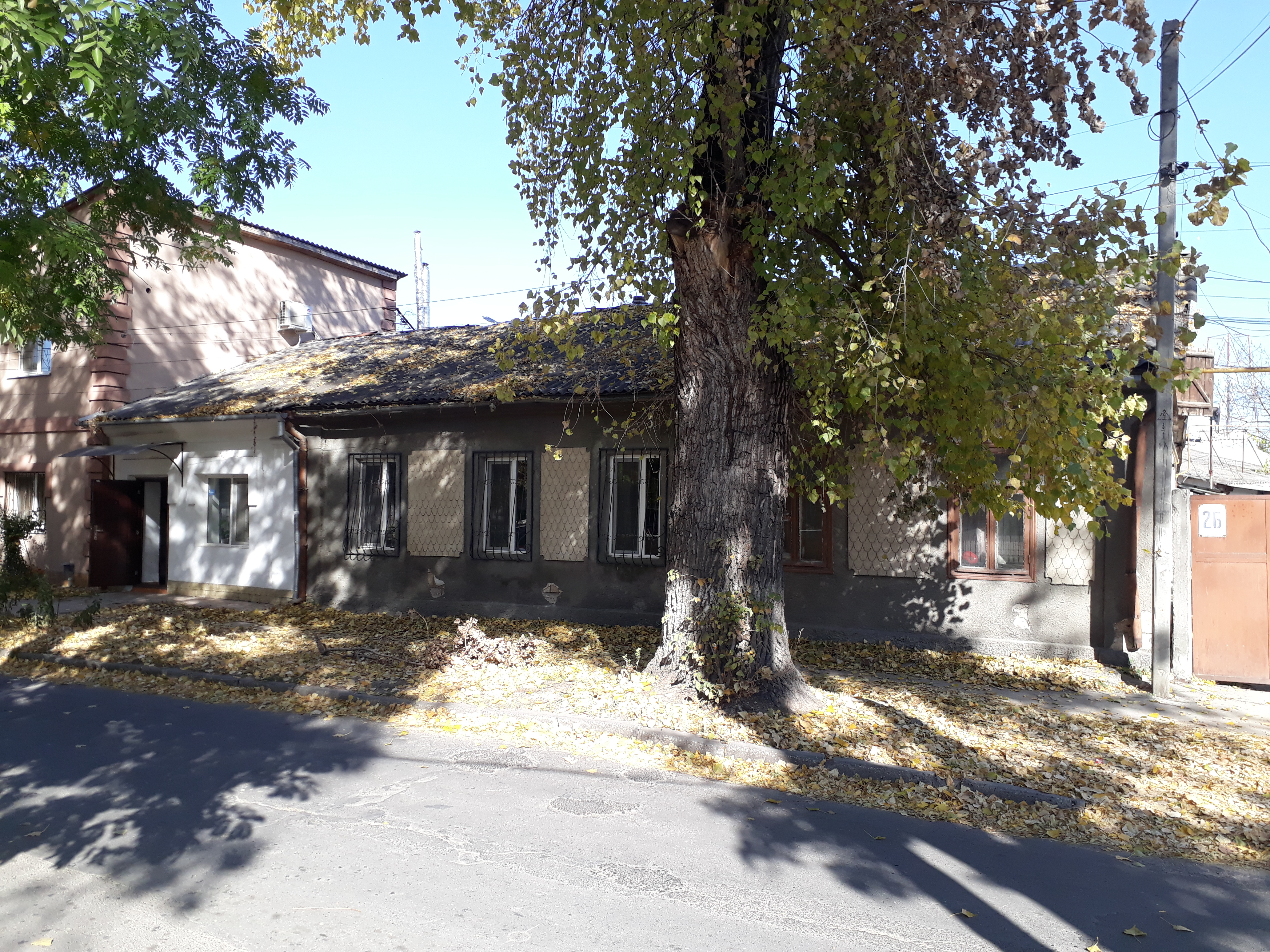
nr. 26
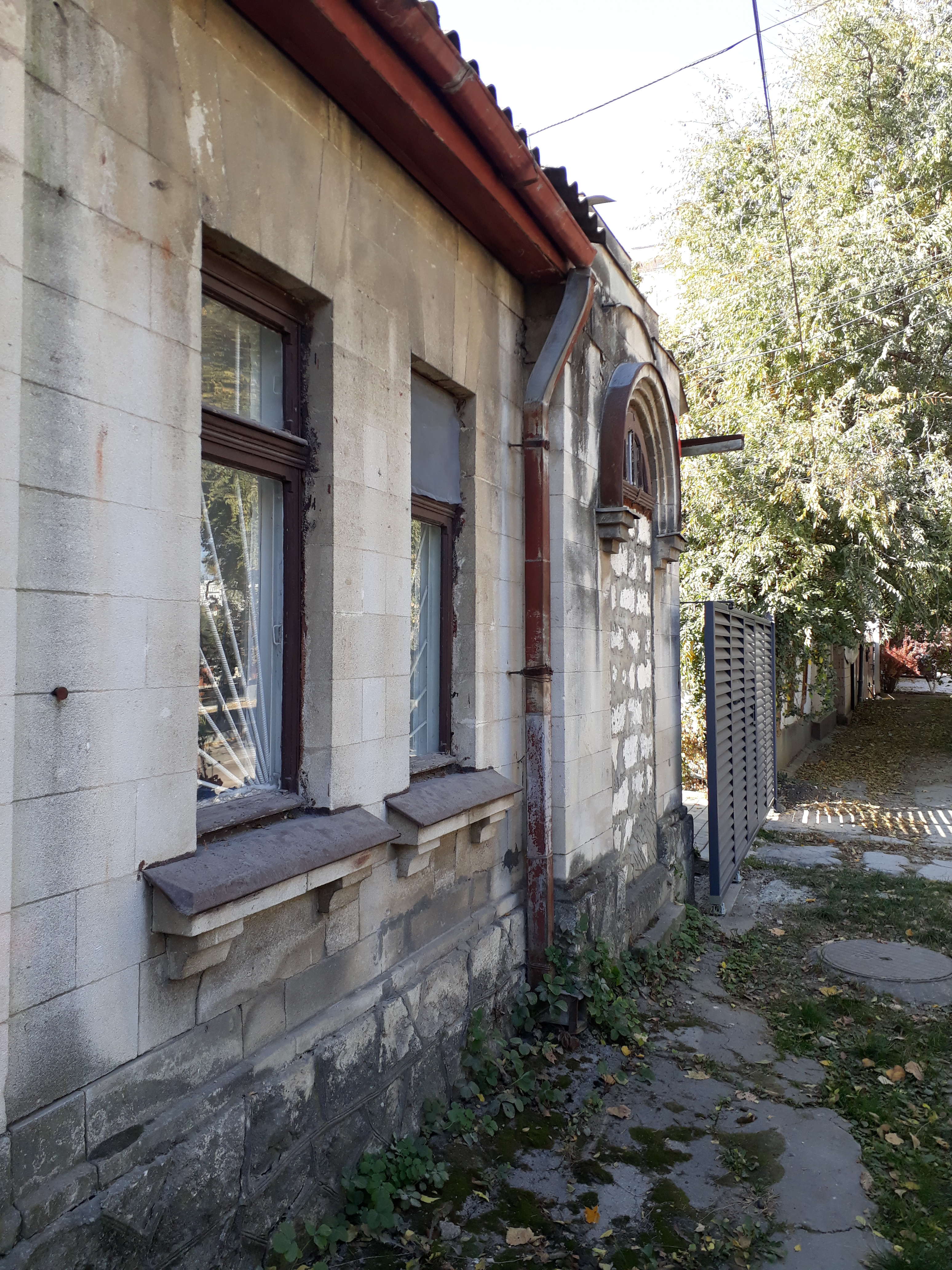
nr. 27
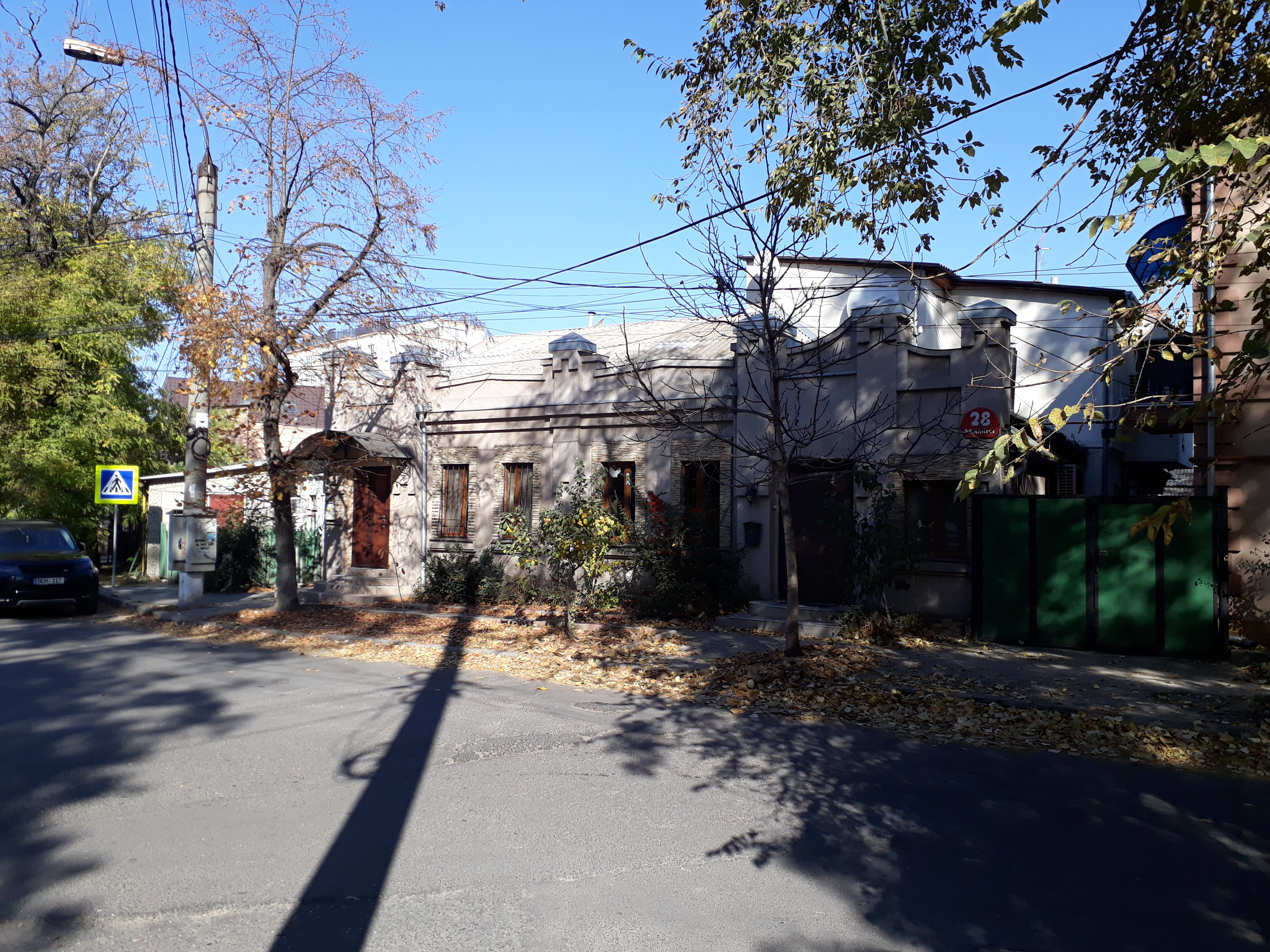
nr. 28
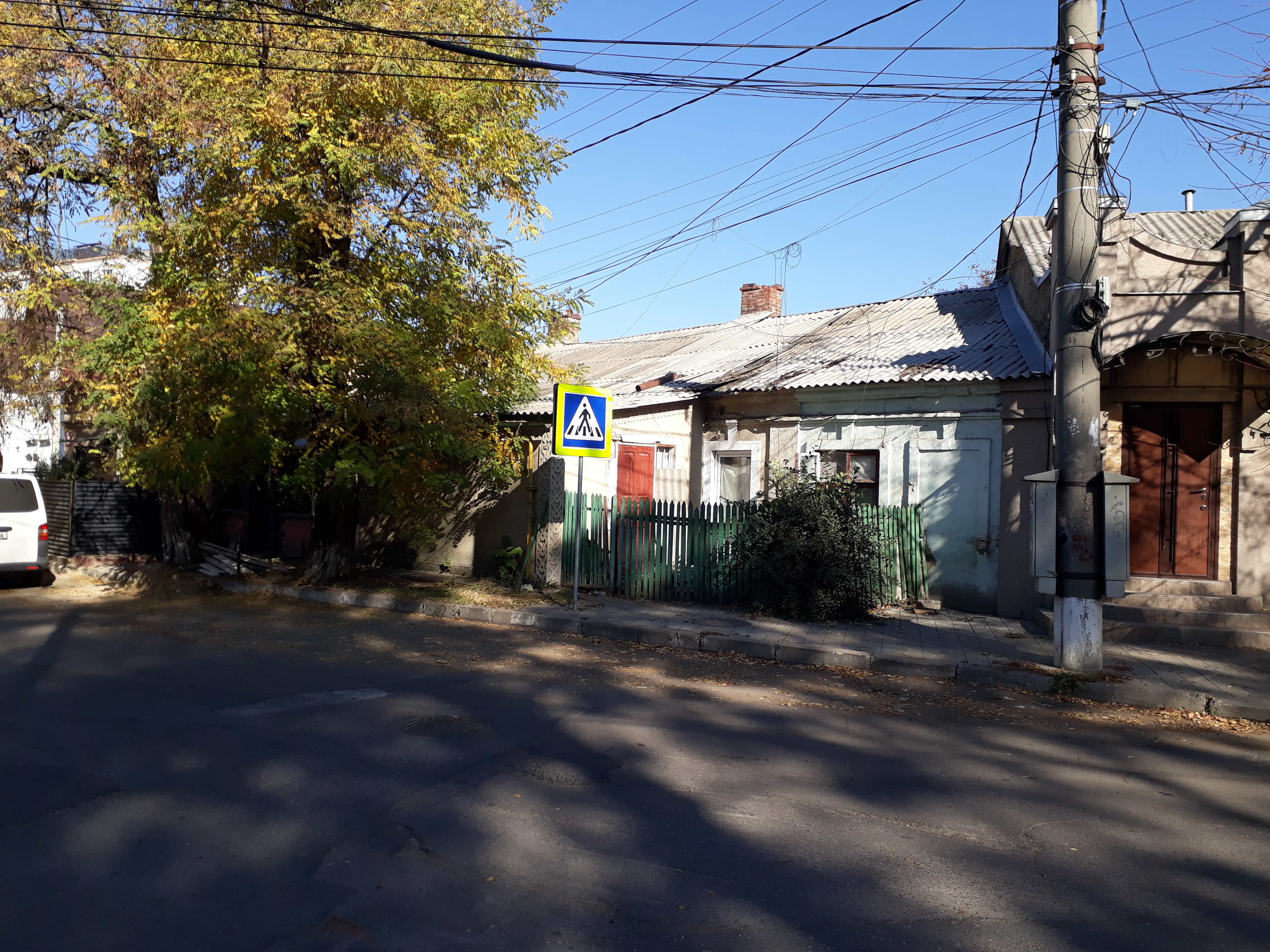
nr. 30
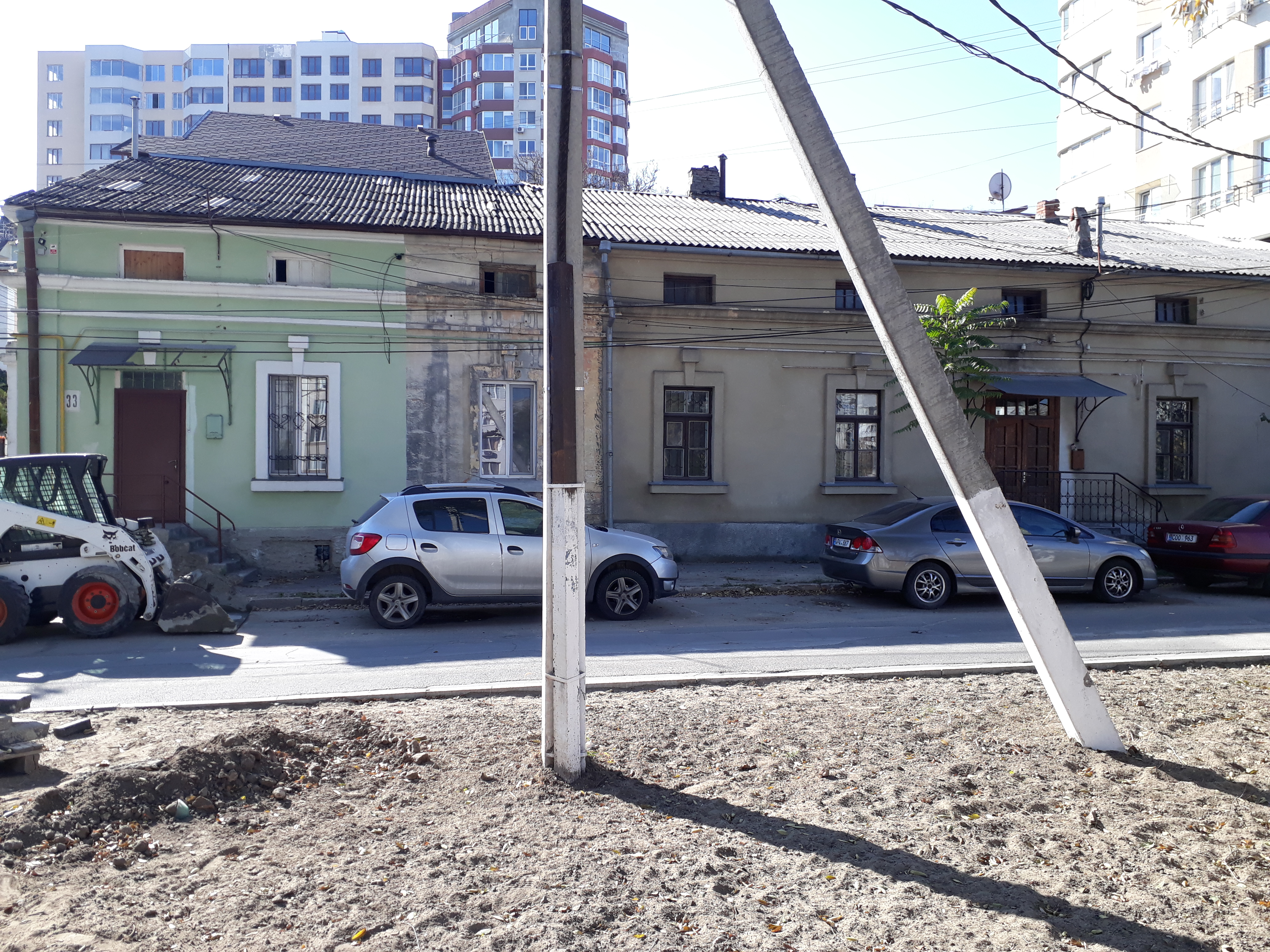
nr. 33
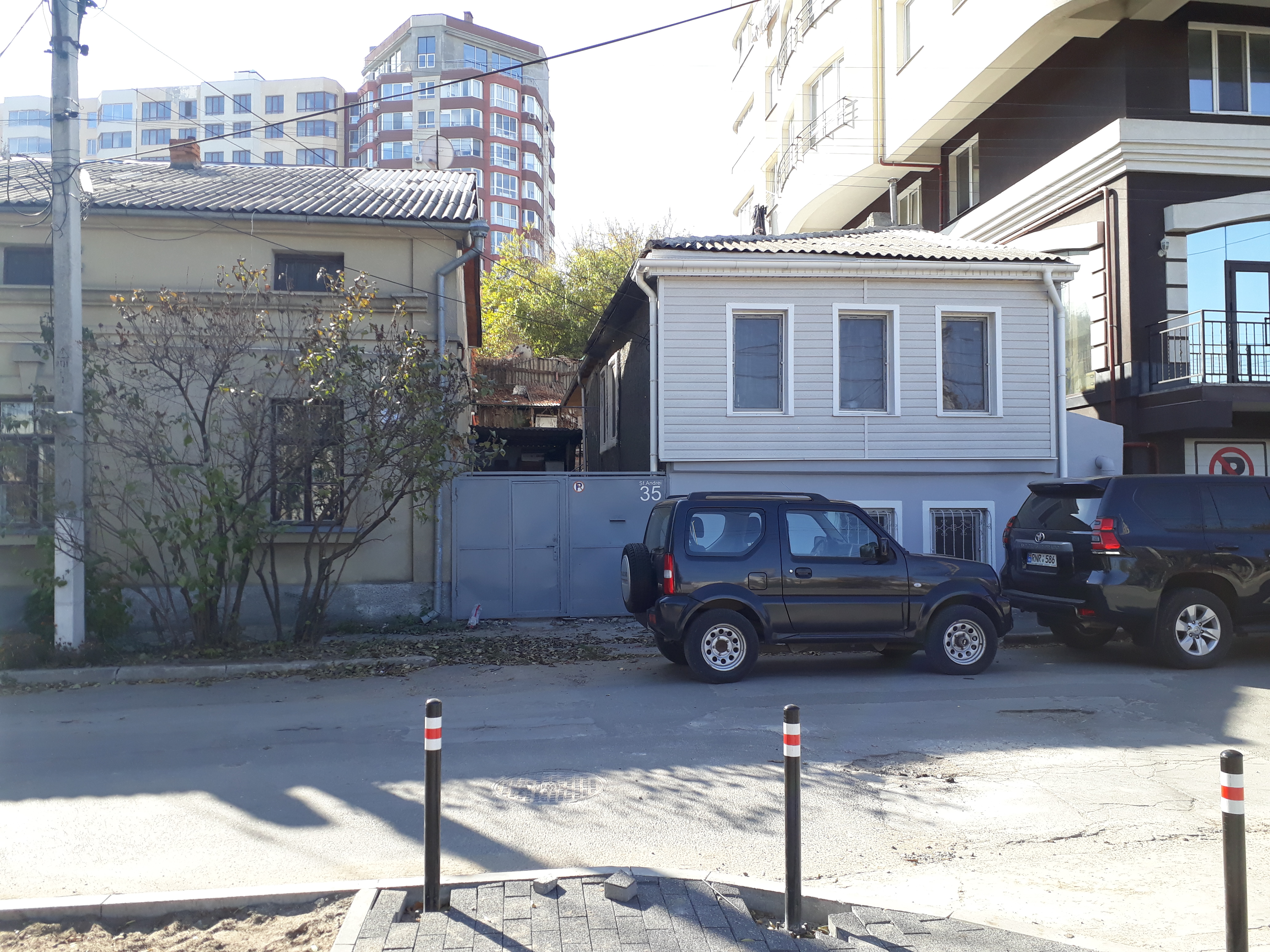
nr. 35
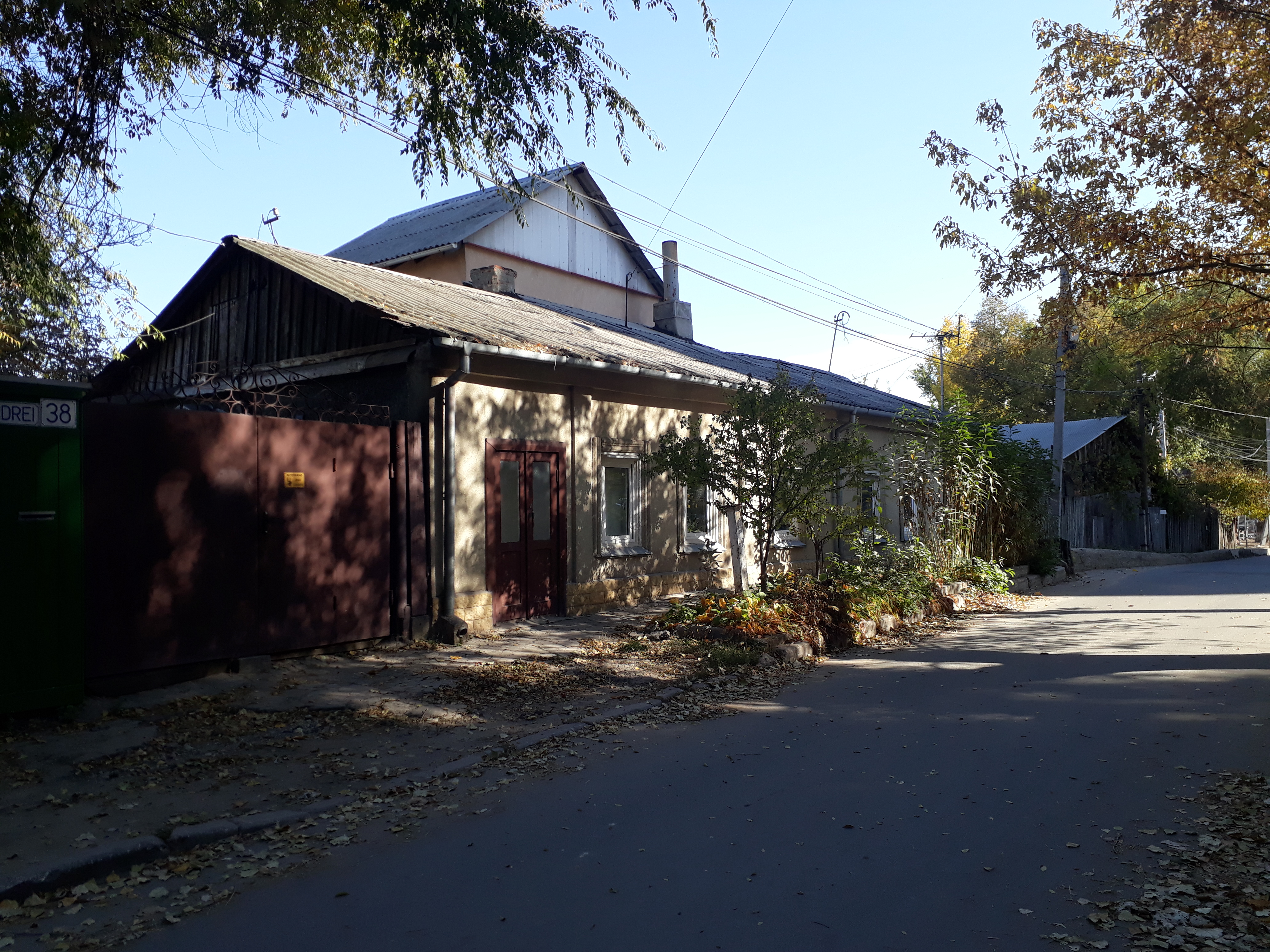
nr. 38
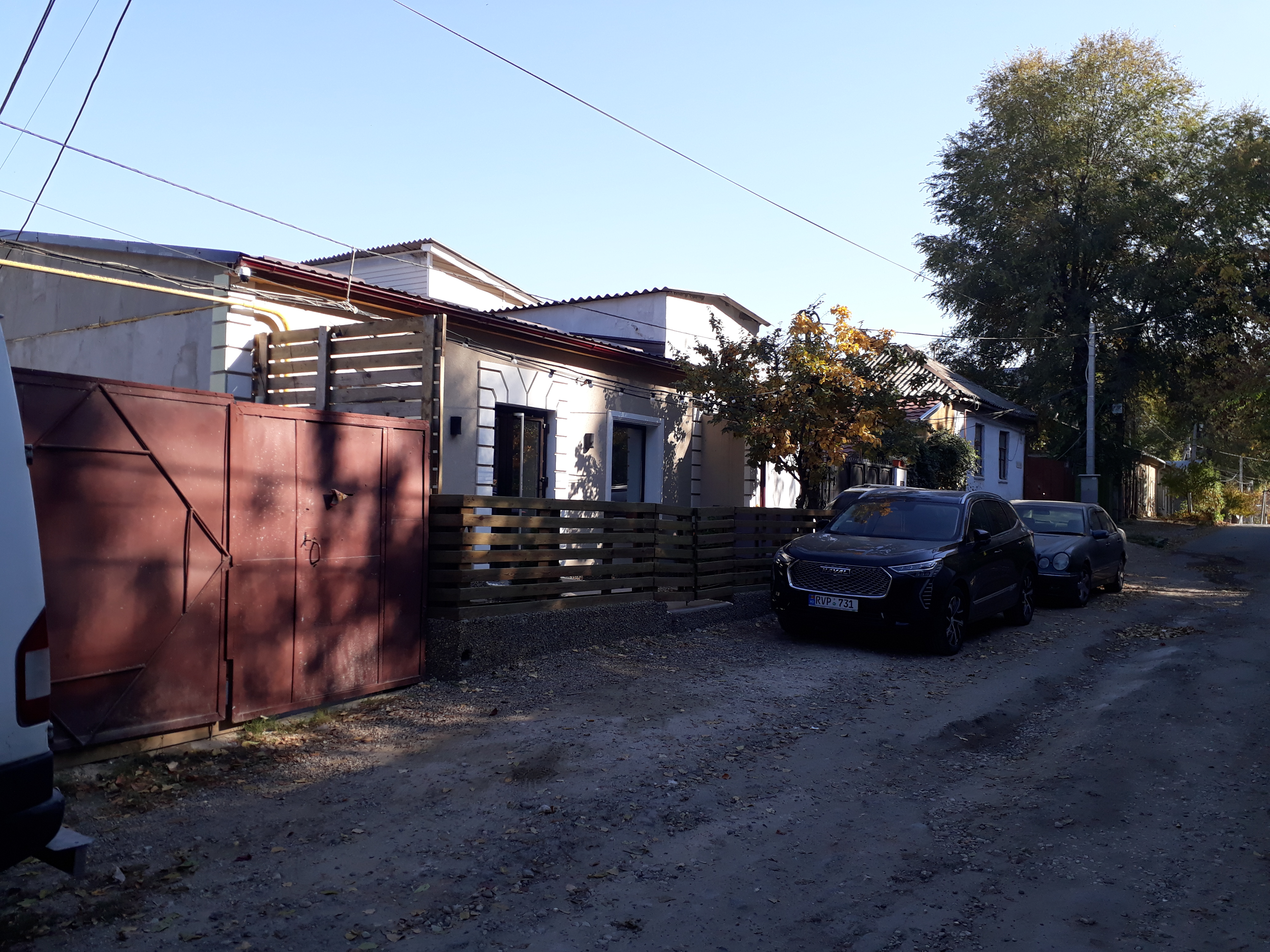
nr. 44
nr. 46 (?)
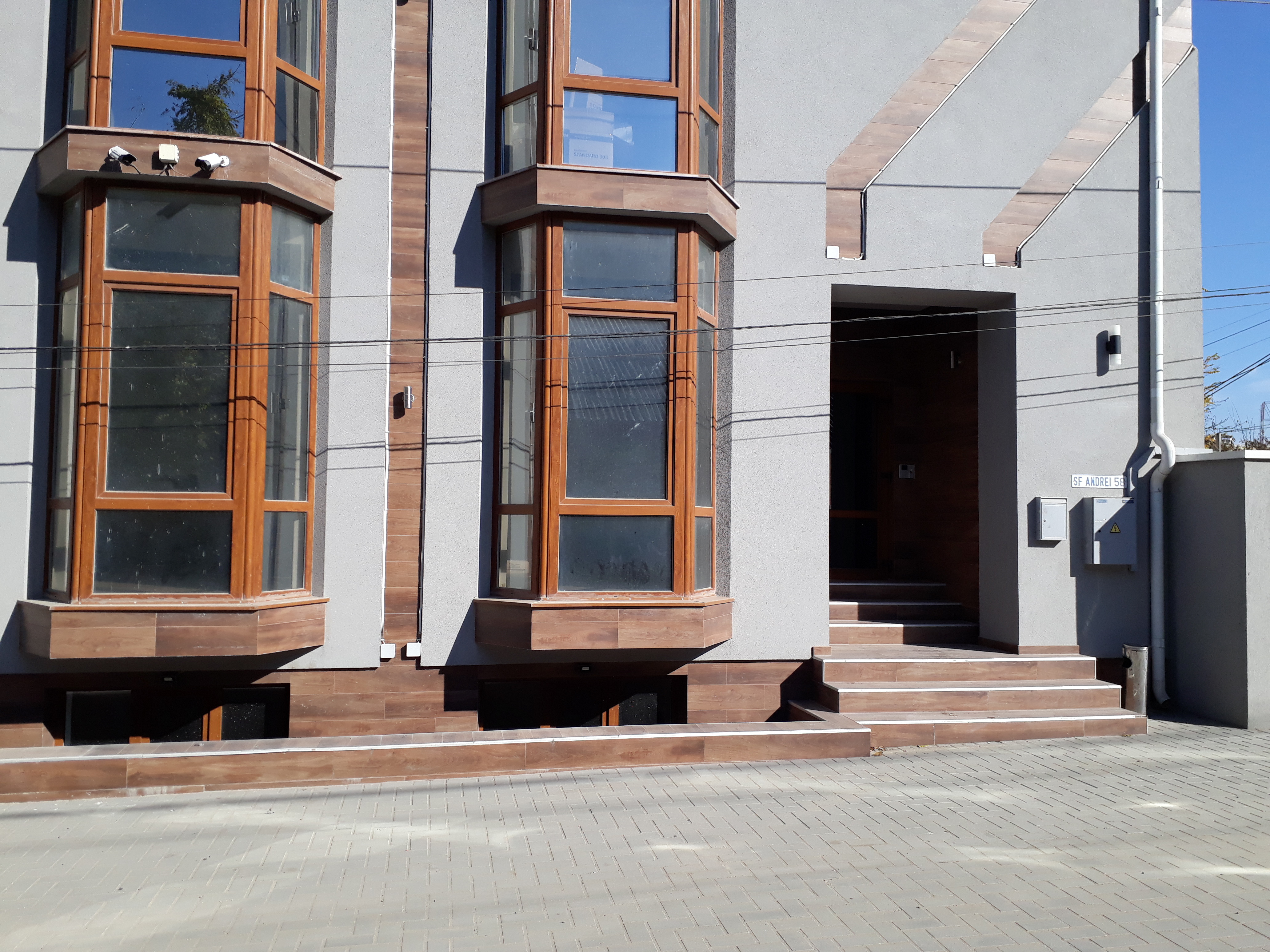
nr. 58 (inexistentă; în imagine o construcție nouă)